# Campionati europei di ginnastica ritmica 2020
I Campionati europei di ginnastica ritmica 2020 sono stati la 36ª edizione della competizione continentale. Si sono svolti al Palazzo dello Sport di Kiev, in Ucraina, dal 26 al 29 novembre 2020. Inizialmente programmati dal 21 al 24 maggio, sono stati posticipati a causa della pandemia di COVID-19.

## Programma[2]
Orari in UTC+2
- Giovedì 26 novembre

11:30 Qualificazioni individuali junior gruppo A + gruppo B (fune e palla)
13:45 Qualificazioni individuali junior gruppo C (fune e palla)
16:30 Qualificazioni gruppi senior 5 palle
17:30 Cerimonia d'apertura
- Venerdì 27 novembre

12:00 Qualificazioni individuali junior gruppo C (clavette e nastro)
13:55 Qualificazioni individuali junior gruppo A + gruppo B (clavette e nastro)
17:30 Qualificazioni gruppi senior (3 cerchi / 4 clavette)
18:15 Premiazione concorso a squadre (gruppi senior e individuali junior)
18:30 Premiazione gruppi senior all-around
- Sabato 28 novembre

13:00 Finali individuali junior fune e palla
14:15 Finali individuali junior clavette e nastro
15:25 Premiazione finali junior di attrezzo
16:00 Finale gruppi senior 5 palle
17:00 Finale gruppi senior 3 cerchi / 4 clavette
17:45 Premiazione finali di attrezzo gruppi senior
- Domenica 29 novembre

11:45 Concorso individuale senior all-around gruppo C + gruppo D
14:00 Concorso individuale senior all-around gruppo B + gruppo A
17:20 Premiazione concorso individuale senior all-around
17:30 Cerimonia di chiusura

## Nazioni partecipanti
A causa della pandemia di COVID-19 diverse nazioni, fra cui Russia, Italia, Spagna, e Germania, hanno deciso di non partecipare a questa edizione dei campionati europei, mentre altre nazioni si sono limitate a presentare atlete soltanto in una categoria di età in concorso.
- Andorra (2)
- Azerbaigian (11)
- Belgio (1)
- Bielorussia (5)
- Bosnia ed Erzegovina (5)
- Bulgaria (4)
- Croazia (4)
- Estonia (8)
- Francia (7)
- Israele (10)
- Lettonia (5)
- Lituania (3)
- Lussemburgo (2)
- Macedonia del Nord (1)
- Moldavia (3)
- Montenegro (2)
- Rep. Ceca (5)
- Romania (4)
- Serbia (3)
- Slovenia (4)
- Turchia (10)
- Ucraina (12)
- Ungheria (4)

## Podi

### Concorso a squadre
| Oro | Punti   | Argento | Punti   | Bronzo | Punti   |
| Ucraina Gruppo senior Diana Bajeva Mariola Bodnarčuk Valerija Juz'vjak Anastasija Voznjak Marija Vysočans'ka Individualiste junior Polina Karika Karina Sydorak Melanija Tur | 237,150 | Israele Gruppo senior Shai Ben Ruby Ofir Dayan Yana Kramarenko Bar Shapochnikov Yuliana Telegina Karin Vexman Individualiste junior Daria Atamanov Alona Hillel | 236,900 | Azerbaigian Gruppo senior Laman Alimuradova Zeynab Hummatova Yelyzaveta Luzan Maryam Safarova Darya Sorokina Individualiste junior Leyli Aghazada Narmin Bayramova Alina Gozalova Ilona Zeynalova | 226,175 |

### Senior
| Evento                | Oro                                                                                             | Punti   | Argento                                                                                         | Punti   | Bronzo                                                                                         | Punti  |
| Concorso individuale  | Linoy Ashram                                                                                    | 100,900 | Alina Harnas'ko                                                                                 | 100,900 | Anastasija Salos                                                                               | 96,500 |
| Concorso a squadre    | Israele Shai Ben Ruby Ofir Dayan Yana Kramarenko Bar Shapochnikov Yuliana Telegina Karin Vexman | 67,575  | Azerbaigian Laman Alimuradova Zeynab Hummatova Yelyzaveta Luzan Maryam Safarova Darya Sorokina  | 66,300  | Ucraina Diana Bajeva Mariola Bodnarčuk Valerija Juz'vjak Anastasija Voznjak Marija Vysočans'ka | 63,700 |
| 5 palle               | Ucraina Diana Bajeva Mariola Bodnarčuk Valerija Juz'vjak Anastasija Voznjak Marija Vysočans'ka  | 35,350  | Israele Shai Ben Ruby Ofir Dayan Yana Kramarenko Bar Shapochnikov Yuliana Telegina Karin Vexman | 34,450  | Estonia Laurabell Kabrits Evelin Naptal Arina Okamanchuk Carmely Reiska Alina Vesselova        | 32,800 |
| 3 cerchi e 4 clavette | Turchia Azra Akıncı Eda Asar Peri Berker Duygu Doğan Nil Karabina                               | 31,150  | Ucraina Diana Bajeva Mariola Bodnarčuk Valerija Juz'vjak Anastasija Voznjak Marija Vysočans'ka  | 31,150  | Azerbaigian Laman Alimuradova Zeynab Hummatova Yelyzaveta Luzan Maryam Safarova Darya Sorokina | 30,650 |

### Junior
| Evento   | Oro                | Punti  | Argento            | Punti  | Bronzo                 | Punti  |
| Fune     | Dzina Ahišava      | 21,550 | Daria Atamanov     | 21,500 | Eva Brezalieva         | 20,850 |
| Palla    | Polina Karika      | 22,800 | Stilijana Nikolova | 22,700 | Elizaveta Zor'kina     | 22,550 |
| Clavette | Daria Atamanov     | 24,350 | Elizaveta Zor'kina | 23,350 | Evelin Viktória Kocsis | 22,900 |
| Nastro   | Stilijana Nikolova | 21,550 | Karina Sydorak     | 21,200 | Daria Atamanov         | 21,150 |

## Medagliere
| Pos.   | Paese       | Oro | Argento | Bronzo | Totale |
| ------ | ----------- | --- | ------- | ------ | ------ |
| 1      | Israele     | 3   | 3       | 1      | 7      |
| 2      | Ucraina     | 3   | 2       | 1      | 6      |
| 3      | Bielorussia | 1   | 2       | 2      | 5      |
| 4      | Bulgaria    | 1   | 1       | 1      | 3      |
| 5      | Turchia     | 1   | 0       | 0      | 1      |
| 6      | Azerbaigian | 0   | 1       | 2      | 3      |
| 7      | Estonia     | 0   | 0       | 1      | 1      |
| 7      | Ungheria    | 0   | 0       | 1      | 1      |
| Totale | Totale      | 9   | 9       | 9      | 27     |